# Strada nazionale 86 Jonica
La strada nazionale 86 Jonica era una strada nazionale del Regno d'Italia, che congiungeva Reggio Calabria a Spezzano Albanese, percorrendo la costa jonica.
Venne istituita nel 1923 con il percorso "Reggio Calabria - Gerace Marina - Punta di Stilo - Stilo - Catanzaro Marina - Crotone - Cirò - Cariati - Rossano - Innesto con la nazionale n. 87 presso Spezzano Albanese".
Nel 1928, in seguito all'istituzione dell'Azienda Autonoma Statale della Strada (AASS) e alla contemporanea ridefinizione della rete stradale nazionale, il suo tracciato costituì l'intera strada statale 106 Ionica.